# Confédération internationale des étudiants

Logo

Die Confédération internationale des étudiants (CIE) war eine internationale Studentenorganisation in der Zwischenkriegszeit.

## Geschichte
Die CIE wurde 1919 beim Straßburger Kongress der Union nationale des étudiants de France (UNEF) gegründet und umfasste die nationalen Studentendachverbände der im Völkerbund vertretenen Länder. Die Organisation war vom Völkerbund als Vertretung der nationalen Studentenschaften anerkannt und ist nicht mit der ebenfalls vom Völkerbund anerkannten Fédération Universitaire Internationale pour la Sociéte des Nations (FUI) zu verwechseln, in der die Hochschulgruppen der Parteien von den Sozialisten bis zu den Nationalkonservativen über die Zentralstelle für die studentische Völkerbundsarbeit in Deutschland vertreten waren. Erster Präsident der CIE war der Franzose Jean Gérard (1890–1956). Die CIE organisierte die Weltspiele der Universitäten (seit 1959 auch Universiade).
In der CIE machten die Franzosen zu Beginn ihren Einfluss geltend, um Deutschland, Österreich, Ungarn und Bulgarien, die ihrer Meinung für den Ersten Weltkrieg verantwortlich zeichneten, nicht aufzunehmen, während Engländer und Schotten einen vermittelnden Standpunkt einnahmen. Die Satzung der CIE sah dementsprechend vor, dass die Studentenschaften der Mittelmächte erst nach der Aufnahme des jeweiligen Landes in den Völkerbund Mitglied werden sollten. Auf Druck der Engländer wurde jedoch bereits 1924 Kontakt zur Deutschen Studentenschaft aufgenommen, die im Ergebnis an der Ratstagung in Warschau ohne Stimmrechte teilnehmen konnte. Da die Deutsche Studentenschaft jedoch großdeutsch strukturiert war, also nach ihrem Verständnis die Interessen der Studenten auch in Österreich, im Sudetenland und der Freien Stadt Danzig vertrat, wurde von französischer Seite im Konsens mit den Ländern Osteuropas eine Aufnahme verhindert. 1929 kam es bei der Ratstagung in Budapest zu einem Arbeitsabkommen zwischen der Deutschen Studentschaft und der CIE, das faktisch einer Assoziierung gleichkam und in der der Vertretungsanspruch der Deutschen Studentenschaft über die tatsächlichen Grenzen des Deutschen Reiches seit 1919 hinaus von der CIE anerkannt wurde. Dies führte insbesondere zu Spannungen zwischen der Deutschen Studentenschaft und dem polnischen Mitgliedsverband im Hinblick auf Danzig.
Die Organisation bestand bis zum Westfeldzug im Jahre 1940. Als Nachfolgeorganisation entstand nach dem Zweiten Weltkrieg die International Union of Students (IUS), für den Hochschulsport die Fédération Internationale du Sport Universitaire.